# City Yangon Football Club
Il City Yangon Football Club, meglio noto come City Yangon e in passato come Horizon, è stata una società calcistica birmana con sede nella città di Yangon.

## Storia
Il club è stato fondato nel 2012 con il nome Horizon FC. Nella prima stagione ha giocato nella seconda serie locale, la MNL-2. Dopo aver chiuso al secondo posto nel 2015, è stato promosso nella massima serie nazionale, la Myanmar National League. Chiude il campionato all'ultimo posto, ritornando nella MNL-2. Dopo la retrocessione, il club ha cambiato nome in City Yangon FC. La permanenza nei cadetti dura poco, poiché la squadra vince il campionato e ritorna in massima serie. Per motivi finanziari, la squadra è stata sciolta al termine della stagione 2017.

## Palmarès

### Competizioni nazionali
- MNL-2: 1

2017

### Altri piazzamenti
- MNL-2:

Secondo posto: 2015